# Соколов Юрій Михайлович
Юрій Михайлович Соколов (13 вересня 1928, село Жарки, тепер Некоузького району Ярославської області, тепер Російська Федерація — ?, місто Київ) — український радянський діяч, 1-й секретар Броварського міського комітету КПУ Київської області, секретар Київського обкому КПУ. Депутат Верховної Ради УРСР 9-го скликання. Кандидат економічних наук.

## Біографія
Народився в родині службовця.
Освіта вища. У 1952 році закінчив Ленінградський інститут інженерів водного транспорту.
У 1952—1953 роках — технолог, інженер-механік Київського заводу «Ленінська кузня».
У 1953—1958 роках — завідувач майстерень Сквирської машинно-тракторної станції (МТС) Київської області.
Член КПРС з 1955 року.
У 1958—1960 роках — директор Гребінківської ремонтно-технічної станції Київської області.
У 1960—1965 роках — 2-й секретар Бориспільського районного комітету КПУ Київської області, голова виконавчого комітету Бориспільської районної ради депутатів трудящих. У січні 1965 — лютому 1972 року — 1-й секретар Бориспільського районного комітету КПУ Київської області.
7 лютого 1972 — 1975 року — 1-й секретар Броварського міського комітету КПУ Київської області.
23 жовтня 1975 — 4 квітня 1987 року — секретар Київського обласного комітету КПУ з питань промисловості. Учасник ліквідації аварії на Чорнобильській атомній станції.
З квітня 1987 року — голова Київського обласного комітету народного контролю.
Потім — на пенсії.

## Нагороди
- орден Жовтневої Революції
- два ордени Трудового Червоного Прапора
- ордени
- медалі